# Dörrenbach
Dörrenbach là một đô thị thuộc huyện Südliche Weinstraße, bang Rheinland-Pfalz, Đức. Đô thị này có diện tích 10,14 km², dân số thời điểm 31 tháng 12 năm 2006 là 956 người.